# 레전드 오브 닥터스
《레전드 오브 닥터스》는 JTBC의 프로그램이다. 세계 의학계에서 그 권위를 인정받은 '글로벌 베스트팀'을 집중 조명하고, 그들의 성공신화와 함께 현재 세계 의학의 현주소를 살펴보는 프로그램이다.

## 방송 시간
- 2013년 5월 12일 ~ 2013년 6월 16일 : 매주 일요일 저녁 9시 55분